# سفارة ألمانيا في بولندا
سفارة ألمانيا في بولندا هي أرفع تمثيل دبلوماسي لدولة ألمانيا لدى بولندا. تقع السفارة في Śródmieście, Warsaw ‏ وهي تهدف لتعزيز المصالح الألمانية في بولندا.

## وصلات خارجية
- الموقع الرسمي
- قائمة سفارات ألمانيا
- قائمة السفارات في بولندا